# Präsident des Bundesrates (Österreich)
Der Präsident des Bundesrates (kurz: Bundesratspräsident) ist der Vorsitzende des österreichischen Bundesrates. In der zweiten Jahreshälfte 2025 übernahm Peter Samt (FPÖ-Steiermark) den Vorsitz.

## Zum Titel
Der Vorsitzende des Bundesrates – so die Bezeichnung der Funktion laut Bundes-Verfassungsgesetz – führt den Amtstitel Präsident des Bundesrates, seine Stellvertreter führen den Titel Vizepräsident des Bundesrates.

## Auswahl
Die Bundesländer wechseln sich halbjährlich in alphabetischer Reihenfolge in der Vorsitzführung ab.
Das erstgereihte Bundesratsmitglied der Partei, welche die Mehrzahl der Sitze des jeweiligen Bundeslandes hält, übernimmt die Funktion des Bundesratspräsidenten. Seit Inkrafttreten der Lex Kampl am 25. Juni 2005 ist die Wahl eines anderen Mitglieds (der gleichen Partei des gleichen Bundeslandes) durch den jeweiligen Landtag jedoch möglich.
Die beiden Stellvertreter werden vom Bundesrat gewählt. Gemeinsam mit dem Bundesratspräsidenten und mindestens zwei Schriftführern und zwei Ordnern bilden sie das Präsidium des Bundesrates.

## Aufgaben
Der Bundesratspräsident hat folgende Aufgaben:
- Vertretung des Bundesrates nach außen
- Einberufung des Bundesrates zu Sitzungen
- Vorsitzführung in den Sitzungen (in Abwechslung mit den zwei Vizepräsidenten)
- Ausübung des Verfügungsrechtes über die vom Bundesrat benutzen Räumlichkeiten des Parlaments
- Vorsitzführung in der Bundesversammlung (alternierend mit dem Nationalratspräsidenten)